# Cleome guianensis
Cleome guianensis är en paradisblomsterväxtart som beskrevs av Jean Baptiste Christophe Fusée Aublet. Cleome guianensis ingår i släktet paradisblomstersläktet, och familjen paradisblomsterväxter. Inga underarter finns listade i Catalogue of Life.